# TORTURE
『TORTURE』（トーチャー）は雅-MIYAVI-のメジャー10枚目のシングル。2010年9月15日発売。発売元はEMIミュージック・ジャパン / Virgin Music。

## 概要
- 前作より約3年ぶりのリリースで、EMIミュージック・ジャパン移籍後第一弾。10月リリースアルバム『WHAT'S MY NAME?』の先行リリースとなる。
- 初回限定生産盤[1]・通常盤[2]の2タイプ同時発売。
- 初回盤はライブ音源収録ボーナスCD同梱。タトゥーシールセット封入。
- 通常盤はワンコインシングル（500円）。
- 初回盤、通常盤共に、『WHAT'S MY NAME?』との連動特典がある。
- サポートミュージシャンはドラマーのBOBO（54-71）のみ。また、自身初の全編英訳歌詞。共同プロデューサーはヨシオカトシカズを迎える。

## 収録曲

### 初回限定生産盤
作詞・作曲・編曲：雅-MIYAVI-
1. TORTURE
2. REVENGE

### 初回限定生産盤「EXTRA LIVE CD」
1. SURVIVE
2. BOOM-HAH-BOOM-HAH-HAH
3. 雨に唄えば
4. WHAT'S MY NAME?
5. 君にファンキーモンキーバイヴレーション
6. GRAVITY
7. 君に願いを
8. SUPER HERO
9. Are you ready to ROCK?
10. 素晴らしきかな、この世界-WHAT A WONDERFUL WORLD-

### 通常盤
作詞・作曲・編曲：雅-MIYAVI-
1. TORTURE
2. S.M.F.B.